# Marianne Engel
Marianne Engel (geb. 15. Dezember 1972 in Wettingen, Kanton Aargau) ist eine schweizerische Fotografin, Biochemikerin, Objekt- und Videokünstlerin.

## Leben und Werk
Marianne Engel wuchs in Mandach auf. Nach zwei Semestern Kunstgeschichte (1994/95) an der Universität Zürich folgte ein Biochemiestudium an der Universität Zürich, welches sie 2001 mit dem Diplom abschloss. Parallel zum Studium erwarb sie als Autodidaktin die für ihre künstlerische Arbeit notwendigen fotografischen Kenntnisse.
Ein Interesse an der belebten Natur zieht sich wie ein roter Faden durch ihr Werk. Durch Experimente mit analoger Fotografie eröffnet sie sich und anderen einen neuen und freien Zugang zu dem Thema Natur, der unabhängig von der Herangehensweise der Biochemie ist. Sie fotografiert unspektakuläre Motive wie Pflanzen (Nachtblumen, 2004), Pilze (Fliegenpilz 7, 2006), Landschaften (Location, 2008) und Tiere (Severins Grab, 2012).
Auf nächtlichen Streifzügen durch den Wald findet sie das Material und die Motive für ihre Arbeit. Die Naturmotive, vor einem leeren Hintergrund fokussiert, wirken, als wären sie freigestellt. Sie sind von ausserordentlicher Plastizität und intensiver Farbigkeit. Marianne Engel arbeitet mit künstlichen Lichtquellen, Taschenlampen, Handblitzen, Straßenbeleuchtung und dem fahlen Mondlicht bei langen Belichtungszeiten, wodurch sich Farbverschiebungen ergeben. Nächtliches Restlicht und Mehrfachbelichtungen geben ihren Fotografien eine ganz eigene Farbigkeit. Marianne Engels Faszination gilt besonders dem Selbstleuchten der Natur, Glühwürmchen, Phosphoreszenz, Leuchtpilzen, von Hallimaschen durchwachsenem Holz, Foxfire, dem Glänzen und Glitzern von Gold und von Regentropfen auf Gras. Sie präsentiert dem Zuschauer eine magisch durchdrungene Welt. Für einige Exponate taucht sie die Pflanzen in Epoxidharz, das mit grünen, blauen, violetten oder roten phosphoreszierenden Farbpigmenten versetzt ist. So entstehen dauerhaft im Dunkeln leuchtende Formen.
2011 erwarb Marianne Engel einen alten Bauernhof mit Umschwung (Garten und Nebengebäuden) in Etzwil, in einem Tal des Tafeljura im nördlichen Aargau gelegen, eingebettet zwischen bewaldeten Hügeln, Ackerland und Obstbaumwiesen. Dieser Ort birgt für sie die Möglichkeit, ein pflanzlich und tierisch geprägtes Gesamtkunstwerk schrittweise zu verwirklichen.
Für die Einzelausstellung 2011 im Aargauer Kunsthaus erweiterte sie ihr installatives Repertoire und vereinte Objekte und Fotografien mit ihrer vielfältigen Sammlung von alltäglichen objets trouvés, die sie unter anderem auf ihrem Hof entdeckte.

## Ausstellungen (Auswahl)

### Einzelausstellungen
- 2011: Manor Kunstpreis 2011, Aargauer Kunsthaus, Aarau
- 2013: Jackalope, Museo Cantonale d’Arte, Lugano
- 2017: Marianne Engel, Aux Losanges, Tschiertschen
- 2018: Soloshow Marianne Engel, Dienstgebäude at The Others, Turin
- 2019: Erdwürmer, Marianne Engel und Simon Ledergerber, Zimmermannhaus Brugg, Brugg
- 2020: Langer Tage leuchtend Sommerkraut, Bündner Kunstmuseum, Chur
- 2021: Idas Bild, Engel Haus, Twann

## Werke in Sammlungen
- Aargauer Kunsthaus, Aarau
- Nationale Suisse, Basel
- Museo Cantonale d’Arte, Lugano
- Museum zu Allerheiligen, Schaffhausen Fotomuseum Winterthur,  Winterthur
- Kunstsammlung der Stadt Zürich, Zürich

## Preise, Workshops, Residenzen
- 2004: Residenz im Künstlerhaus Boswil, Boswil
- 2004: Internationales Foto-Videoart Camp in Borsec, Harghita County, Rumänien
- 2006: Kunstpreis des Lions Club Baden
- 2007: Förderbeitrag Aargauer Kuratorium
- 2007: Braziers Park International Artists Workshop, South Oxfordshire
- 2007: Migros-Kulturprozent Förderbeitrag für Nacht im Wald, Video mit Nicole und Nadine Schwarz
- 2008: Robert Mondavi Art Prize 08
- 2008: Förderbeitrag Aargauer Kuratorium
- 2009: Atelieraufenthalt London, Aargauer Kuratorium
- 2010: Anerkennungsbeitrag der UBS-Kulturstiftung
- 2010: Projektbeitrag für Langsames Licht, Installation mit Michael Roggli, K3 Project Space, Zürich vom Aargauer Kuratorium, der Stadt Baden und dem Stadt Casino Baden
- 2011: Manor Kunstpreis, Aarau